# Winkelcentrum Kanaleneiland (sneltramhalte)
Winkelcentrum Kanaleneiland is een van de haltes van de Utrechtse sneltram en is gelegen in de stad Utrecht in de middenberm van de Beneluxlaan in de wijk Kanaleneiland.
Op de halte stoppen tramlijnen 20 en 21.
In februari 2005 en in de zomer van 2020 zijn enkele haltes van deze tram gerenoveerd, zo ook halte Winkelcentrum Kanaleneiland.

## Naamgeving
De halte heette oorspronkelijk 5 Mei Plein, een verwijzing naar Bevrijdingsdag. Deze naam is op 3 januari 2021 gewijzigd in Winkelcentrum Kanaleneiland, naar het nabijgelegen winkelcentrum (die draagt echter de naam Winkelcentrum Nova). Het verkeersplein waar de halte oorspronkelijk naar werd vernoemd, is namelijk omgebouwd tot gelijkvloerse kruising na de aanleg van een onderdoorgang voor bussen onder de kruising.

## Gebruik
De halte wordt vooral gebruikt door studenten van de nabijgelegen locatie "Marco Pololaan" van het ROC Midden Nederland.
P+R Science Park · WKZ/Máxima · UMC Utrecht · Heidelberglaan · Padualaan · De Kromme Rijn · Stadion Galgenwaard · Station Utrecht Vaartsche Rijn · CS Centrumzijde · CS Jaarbeursplein · Graadt van Roggenweg · 24 Oktoberplein-Zuid · Winkelcentrum Kanaleneiland · Vasco da Gamalaan · Kanaleneiland Zuid · P+R Westraven · Zuilenstein · Batau-Noord · Wijkersloot · Nieuwegein City · Merwestein · Fokkesteeg · Wiersdijk · Nieuwegein-Zuid
P+R Science Park · WKZ/Máxima · UMC Utrecht · Heidelberglaan · Padualaan · De Kromme Rijn · Stadion Galgenwaard · Station Utrecht Vaartsche Rijn · CS Centrumzijde · CS Jaarbeursplein · Graadt van Roggenweg · 24 Oktoberplein-Zuid · Winkelcentrum Kanaleneiland · Vasco da Gamalaan · Kanaleneiland Zuid · P+R Westraven · Zuilenstein · Batau-Noord · Wijkersloot · Nieuwegein City · St. Antonius Ziekenhuis · Doorslag · Hooghe Waerd · Clinckhoeff · Eiteren · Achterveld · Binnenstad · IJsselstein-Zuid